# Erebia sylvatica
Erebia sylvatica är en fjärilsart som beskrevs av B.C.S Warren 1936. Erebia sylvatica ingår i släktet Erebia och familjen praktfjärilar. Inga underarter finns listade i Catalogue of Life.